# Rubén Darío Palacios
Rubén Darío Palacios est un boxeur colombien né le 1er décembre 1962 à La Sierra et mort le 14 novembre 2003.

## Biographie
Champion de Colombie des poids coqs en 1982, super-coqs en 1984, poids plumes en 1987 et super-plumes en 1991, il devient champion du monde WBO des poids plumes le 26 septembre 1992 après sa victoire au 8e round contre Colin McMillan. Palacios met un terme à sa carrière sans défendre ce titre sur un bilan de 45 victoires, 11 défaites et 2 matchs nuls.

## Référence
1. ↑  (en) Colin McMillan vs. Rubén Darío Palacios (boxrec.com)